# گورستان گردنه
قبرستان گردنه مربوط به دوره اشکانیان است و در شهرستان مهران، بخش ملکشاهی، دهستان گچی، ۵ کیلومتری شرق روستای مهر واقع شده و این اثر در تاریخ ۲۲ آبان ۱۳۸۶ با شمارهٔ ثبت ۱۹۹۲۵ به‌عنوان یکی از آثار ملی ایران به ثبت رسیده است.